# Liberty Seguros
Liberty Seguros é uma marca internacional da companhia de seguros estadunidense Liberty Mutual, Fundado em 1912, o Liberty Mutual Group, com sede em Boston - EUA, é constituído por um conjunto de companhias internacionais de serviços financeiros diversificados e é um dos maiores grupos seguradores dos Estados Unidos.
A nível internacional, a LIBERTY SEGUROS faz parte do Liberty Mutual Group, com sede em Boston (Estados Unidos da América), uma das maiores seguradoras norte-americanas, que celebra, em 2012, um centenário de existência e conta, atualmente, com 50.000 colaboradores em mais de 900 escritórios, em todo o mundo.
O Liberty Mutual Group inicia, em meados da década de 90, um processo de internacionalização que resulta na implementação em mais de 24 países, em cerca de 15 anos. m 2010, obteve 112.4 mil milhões de dólares de ativos consolidados e cerca de 33.2, mil milhões de dólares em receitas. Foi eleita a 82ª maior empresa dos Estados Unidos na lista “Fortune 500”, com base nos resultados de 2009.
O Liberty Mutual Group detém as classificações de A (Excelent) da A. M. Best Company, A2 (Good) da Moody’s e A- (Strong) da Standard & Poor’s.
As empresas subsidiárias, organizadas no ramo de negócios Liberty International, atuam no mercado de seguros, entre outros, no Brasil (com a Liberty Seguros S.A., na cidade de São Paulo), na cidade de Lisboa, em Portugal (com a Liberty Seguros S.A.) e na cidade de Madrid, na Espanha (com a Seguros y Reaseguros, S.A.).